# Murłata

Murłata

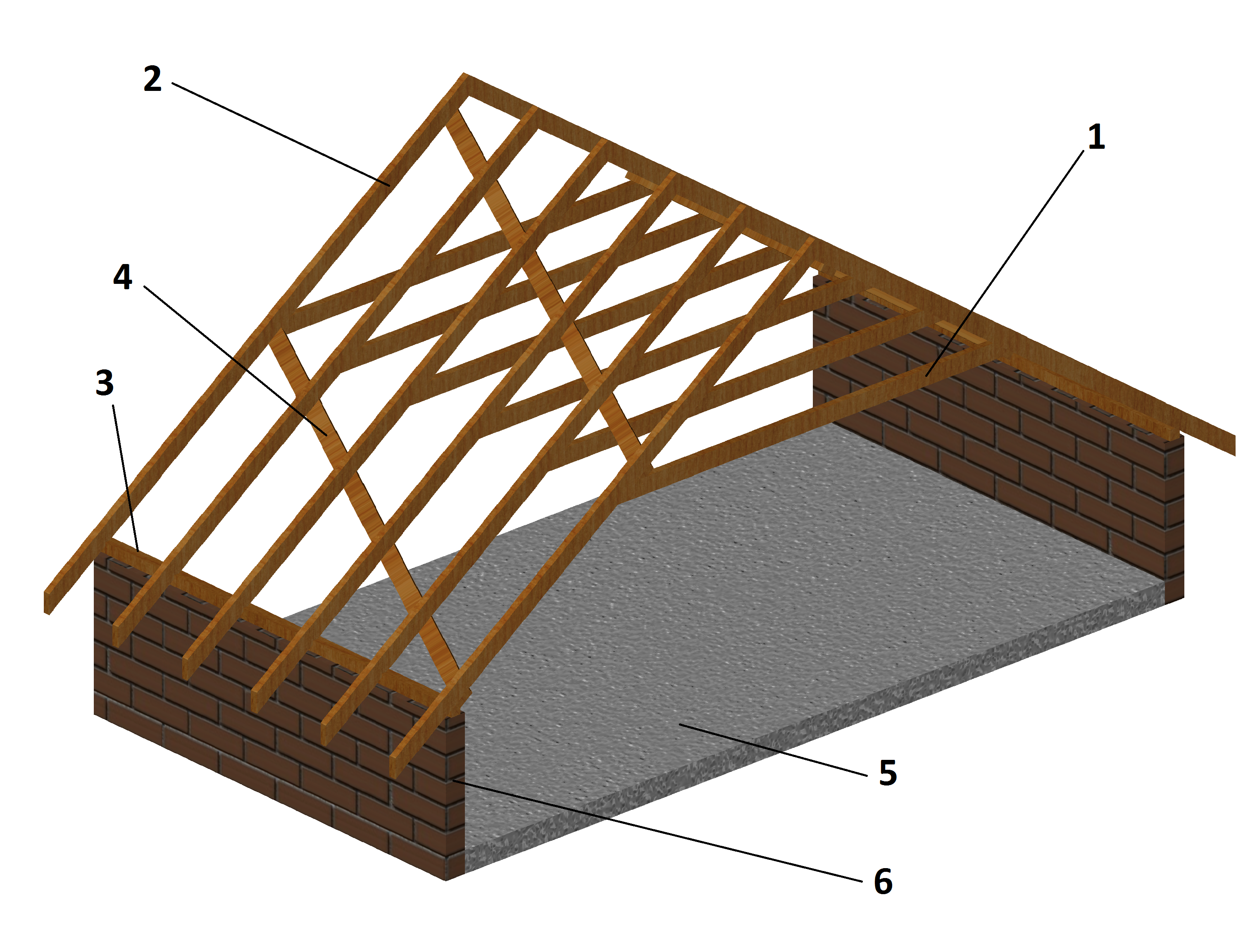
Murłata (3) na schemacie dachu jętkowego

Murłata, namurnica – drewniana belka pozioma, ułożona na murze budynku. Przenosi ona obciążenia z więźby dachowej na ściany. Przekrój murłaty jest zazwyczaj kwadratowy o wymiarach od 10×10 cm do 15×15 cm.

## Wykonanie
Pomiędzy murłatą a ścianą umieszcza się izolację przeciwwilgociową, żeby zabezpieczyć drewno przed obecną w murze lub podciąganą kapilarnie wodą. Belkę mocuję się za pomocą stalowych kotew do muru lub wieńca, ich rozstaw wynosi od 1,5 do 2,5 m w zależności od przenoszonych obciążeń. Kotwy nie powinny znaleźć się bezpośrednio pod krokwią. Murłatę należy ocieplić lub zamurować tak, żeby nie powstał mostek termiczny.

## Połączenia z krokwiami
W przypadku dachów z wiązarów rozporowych (m.in. wiązar jętkowy) konieczne jest solidne połączenie krokwi z murłatą, ponieważ występujące w nim siły poziome mogą być większe od pionowych.

### Zacios
Jest to najpopularniejszy i najprostszy sposób połączenia. W krokwi wykonuje się nacięcie na mniej niż jedną trzecią wysokości przekroju. Następnie elementy łączy się za pomocą gwoździ, wkrętów lub metalowych łączników po obu stronach krokwi.

### Zamek kurpiowski
W krokwi wykonuje się trapezowe nacięcia, a w murłacie dwa trójkątne. Dobrze dopasowany zamek nie wymaga dodatkowych elementów łączących, a duża powierzchnia styku umożliwia przeniesienie znacznych obciążeń. Takie połączenie jest trudne do wykonania, dlatego jest rzadko stosowane.

### Zamek galicyjski
Uproszczona forma zamka kurpiowskiego. Skomplikowane nacięcia w murłacie zastąpiono jednym, prostszym, co osłabia jej przekrój w miejscu oparcia krokwi.